# ديان لوبا
ديان لوبا مواليد 16 أبريل 1983، هي لاعبة كرة يد كونغولية تلعب كحارس مرمى. مثلت منتخب جمهورية الكونغو الديمقراطية لكرة اليد للسيدات.

## سجل المنافسة
شاركت في البطولات التالية:
- بطولة العالم لكرة اليد للسيدات 2015